# Henri Begouën
Le comte Napoléon-Henri Bégouën, né le 20 novembre 1863 à Châteauroux et mort le 4 novembre 1956 au château des Espas à Montesquieu-Avantès, est un préhistorien français.
Il est licencié en droit, diplômé de l'École libre des sciences politiques et docteur honoris causa des universités de Porto et de Tartu.
Il est renommé entre autres pour la découverte (en partie due à ses fils) des grottes du Volp avec leurs superbes sculptures, art mural et artefacts ; et pour les remarquables innovations concernant la conservation des dites grottes, en quoi il est un précurseur fort en avance sur son temps.

## Biographie

### Famille
Issu d'une vieille famille normande,, il est l'arrière-petit-fils de Jacques-François Bégouën et de Marie François Auguste de Caffarelli du Falga par son père ; et par sa mère, Léonie Chevreau, le petit-fils de Jean-Henri Chevreau (député) et neveu de Henri Chevreau (ministre de l'Intérieur).
Son père, Maximilien Bégouën, est trésorier-payeur général et un homme cultivé à l'esprit curieux. Il porte un intérêt à la géologie et à la préhistoire et possède un os gravé provenant de Laugerie-Basse, dont Henri hérite plus tard. Il envoie ses enfants en voyages d'études à l'étranger pendant leurs vacances scolaires ; Henri visite ainsi les mines de sel de Salzbourg, dont il ramène le manche en bois d'une hache de bronze. 

Maximilien Begouën est aussi l'ami d'Émile Cartailhac, une relation qui va profondément marquer la deuxième partie de la vie d'Henri.
Il a un frère aîné, Marcel (1862-1900), qui épouse Claire de Cholet avec qui a pour enfants :
- Marie Léonie Bégouën (1891-), épouse le 19 mai 1914 le marquis Jean-Marie de Liencourt (1884-1916)[6] avec qui elle a pour enfants :
  - une fille qui épouse en premières noces Alain de Rohan-Chabot, duc de Rohan-Chabot, et en secondes noces André Rodocanachi[7] (ambassadeur, officier de la Légion d'honneur)[8] ;
  - François de Liencourt (1916-1965)[6].

Marcel meurt de la fièvre jaune au Sénégal.

### Enfance, période formatrice
Henri Bégouën naît à Châteauroux, suivant les hasards des affectations paternelles.
En 1868 la famille déménage à Toulouse. Henri y commence ses études à Sainte-Marie du Caoussou. Quand son père prend sa retraite en 1877, Henri le rejoint à Paris et y termine ses études : collège Stanislas, faculté de droit où il obtient sa licence, puis à l'École libre des sciences politiques dont il sort également diplômé. Pendant ses années à Sciences Po, il partage avec Raymond Poincaré le secrétariat de la conférence Molé-Tocqueville. Il fait une thèse en Allemagne sur le Kultur Kampf, avant ou pendant son emploi au Journal des débats (paragr. suivant).
À cette époque il est intéressé par la poésie décadente. En co-auteur avec Louis de Germon il publie en 1886 les Vers de Couleurs sous le pseudonyme collectif « Noël Loumo » chez Vanier, éditeur d'avant-garde. Il fréquente les centres littéraires et artistiques : Moréas, Steinlen, Toulouse-Lautrec, Henri de Régnier, José-Maria de Heredia, Boutmy (fondateur de la future Sciences Po), Albert Sorel, et Taine qui le fait entrer au Journal des débats.

### Débuts professionnels
Son père meurt en 1885. Comme Henri parle bien l'allemand, le Journal des débats le charge peu après d'étudier et commenter les événements qui agitent alors l'Europe centrale et l' Allemagne (Kultur Kampf, le Septennat).
En 1888, il est candidat malheureux aux élections de député de l'Ariège. Il commence à s'attacher à ce département.

### Mariage, descendance
En 1892, il épouse Marie Joséphine Thérèse Mignon, nièce de Paul Riant. Sa femme apporte au patrimoine familial le château des Espas sur Montesquieu-Avantès (Ariège), où la famille s'installe de plus en plus. En 1893, il achète le manoir de Pujol, également sur Montesquieu-Avantès.
Ils ont trois fils, et une fille qui décède de la typhoïde en 1902 en même temps que sa femme :
- Maximilien (1893[n 4]- 1981), qui épouse [6] (le 5 décembre 1922 à Paris) Simone Élie de Beaumont[14] puis épouse Henriette Rey en 1966 à Toulouse, qui est actuellement Comtesse Bégouën et propriétaire du château Les Espas où elle continue à vivre. À la suite de la déclaration de guerre en août 1914, il commence avec son frère Jacques son service militaire en décembre à la caserne de Perpignan puis au camp d'entraînement de Millas[15].
- Jacques (1894[n 4]- 1979), qui épouse Marguerite Coup de Conty ; ils ont cinq enfants[6]. En 1914, à la suite de la déclaration de guerre en août, il s'engage pour la Première Guerre mondiale, qu'il termine avec le grade de lieutenant (aviateur dans l'Escadrille des Cygnes), chevalier de la Légion d'Honneur, Croix de guerre, Médaille de Verdun, officier de l'Ordre royal de Saint-Sava de Serbie et de l'Ordre du Roi Léopold de Belgique[16]. En 1921, il acquiert le château de Coumes à Audressein où il constitua une grande collection ethnographique se rapportant à tous les objets de la vie des habitants de la vallée de Bethmale. En 1992, le Conseil départemental de l'Ariège a acquis cette collection. Elle est dorénavant exposée dans les salles du Palais des Evêques à Saint-Lizier.
- Louis (1897[n 4]- 1981), qui épouse Marcelle Dol[6] avec qui il a :

### Tunisie, les prémices de l'archéologue
Il est nommé en 1896 contrôleur civil stagiaire à la Résidence générale de Tunisie, poste qu'il occupe jusqu'en 1898 ou 1900. Dans ce pays, il s'intéresse aux nombreux tombeaux mégalithiques (El Maktar) et fait quelques fouilles. Il en fait les premières descriptions, qu'il adresse à Émile Cartailhac.[réf. nécessaire]

### Retour en France, deuils
Rentré dans la région toulousaine, il s'occupe de politique locale et d'élevage agricole. Il devient maire de Montesquieu-Avantès et prend la direction du quotidien toulousain Le Télégramme de 1905 à 1909 ou 1910 - occupations qui conviennent certes à ses aptitudes mais peut-être pas à ses inclinaisons, selon la comtesse de Saint-Périer qui a bien connu la famille. Mais surtout il se rapproche de Cartailhac, érudit et préhistorien de première classe qui connaît extrêmement bien toute la région toulousaine. Il est aussi en relation avec le père Delattre [peut-être datant de sa période tunisienne ?], grande figure du site archéologique de Carthage aux fouilles duquel Begouën s'intéresse. 
Il a déjà écrit une histoire de la régence au temps de Charles Quint.
En 1900, son frère aîné Marcel, capitaine d'état-major au Sénégal, meurt de la fièvre jaune. En 1902, il perd sa femme et sa fille, mortes de la typhoïde.
Dans les années 1900, il commence à suivre les cours de Préhistoire d'Émile Cartailhac à Toulouse. Ces études sont pimentées par les travaux de Cartailhac sur Marsoulas (1902), Gargas, Niaux (1907)….

### Rencontre avec Henri Breuil
En octobre 1909, Henri Begouën rend visite à Cartailhac sur le chantier de fouilles de la grotte de Gargas et y rencontre pour la première fois l'abbé historien Henri Breuil ; ils vont collaborer pendant quarante années mais aucun ne le sait. Cartailhac a préalablement décrit Henri Begouën à Breuil comme « un ami de large culture, intéressé spéculativement aux recherches préhistoriques et catholique déclaré, aux idées fort ouvertes ». Breuil voit « un homme mondain, brillant polémiste, et récemment encore directeur d'un journal politique catholique libéral (Le Télégramme) », apparemment pas du tout prédisposé à devenir le successeur de Cartailhac à la chaire de Préhistoire de l'université de Toulouse. Et pourtant.

### Le tournant: découvertes des grottes du Volp
La région où la famille vit est riche en grottes et déjà un certain nombre se sont révélés de grands sites archéologiques. Henri suit les cours de préhistoire de Emile Cartailhac à Toulouse, et comme il est proche de ses enfants il les emmène visiter le chantier de fouilles que dirige Édouard Piette au Mas d'Azil. Leur intérêt est doublement éveillé quand Max y trouve dans des déblais une dent de renne portant les marques d'une perforation.
« Découverte » d'Enlène
Enlène est connue de longue date dans la région. En 1882, elle appartient à M. Moulis de Méritens et a déjà été fouillée par l'abbé Jean-Jacques Pouech, M. Filhol, l'abbé Cabibel, Dom David Cau-Durban avec Mr Baron… Elle est notée comme grotte sépulcrale en 1884 et 1893.
Aux vacances de Pâques 1912, Henri Begouën et ses trois fils explorent Enlène et découvrent fortuitement un beau propulseur figurant un quadrupède. Après cette trouvaille, le même Méritens, ne pouvant croire qu'un trésor puisse être autre chose que monétaire, interdit l'entrée de sa grotte à tout le monde y compris au comte et maire Henri Begouën - et à ses enfants -, lui adressant un courrier le 23 juillet suivant pour lui demander de faire cesser leurs explorations de peur de « dévaluer sa propriété ». 

Qu'à cela ne tienne - il y a d'autres grottes dans la région…
« Découverte » du Tuc d'Audoubert
Là aussi l'existence de la grotte est connue, avec son grand porche d'où s'écoule le Volp. Mais elle n'a pas été explorée scientifiquement. En juillet 1912, sur un radeau de fortune, Max, Jacques et Louis y pénètrent par sa seule voie accessible - le Volp, et découvrent les premiers grands volumes intérieurs. Ils ont respectivement 19 ans, 17 ans et 16 ans.
Le groupe statuaire des bisons d'argile est découvert le 10 octobre 1912. L'abbé Breuil, alerté par lettre, arrive aux Espas le 19 octobre 1912. Émile Cartailhac, prévenu par télégramme, arrive le lendemain 20 octobre ; la visite commune se fait le dimanche 21 octobre, huit jours après la découverte.

Grotte du Tuc d'Audoubert
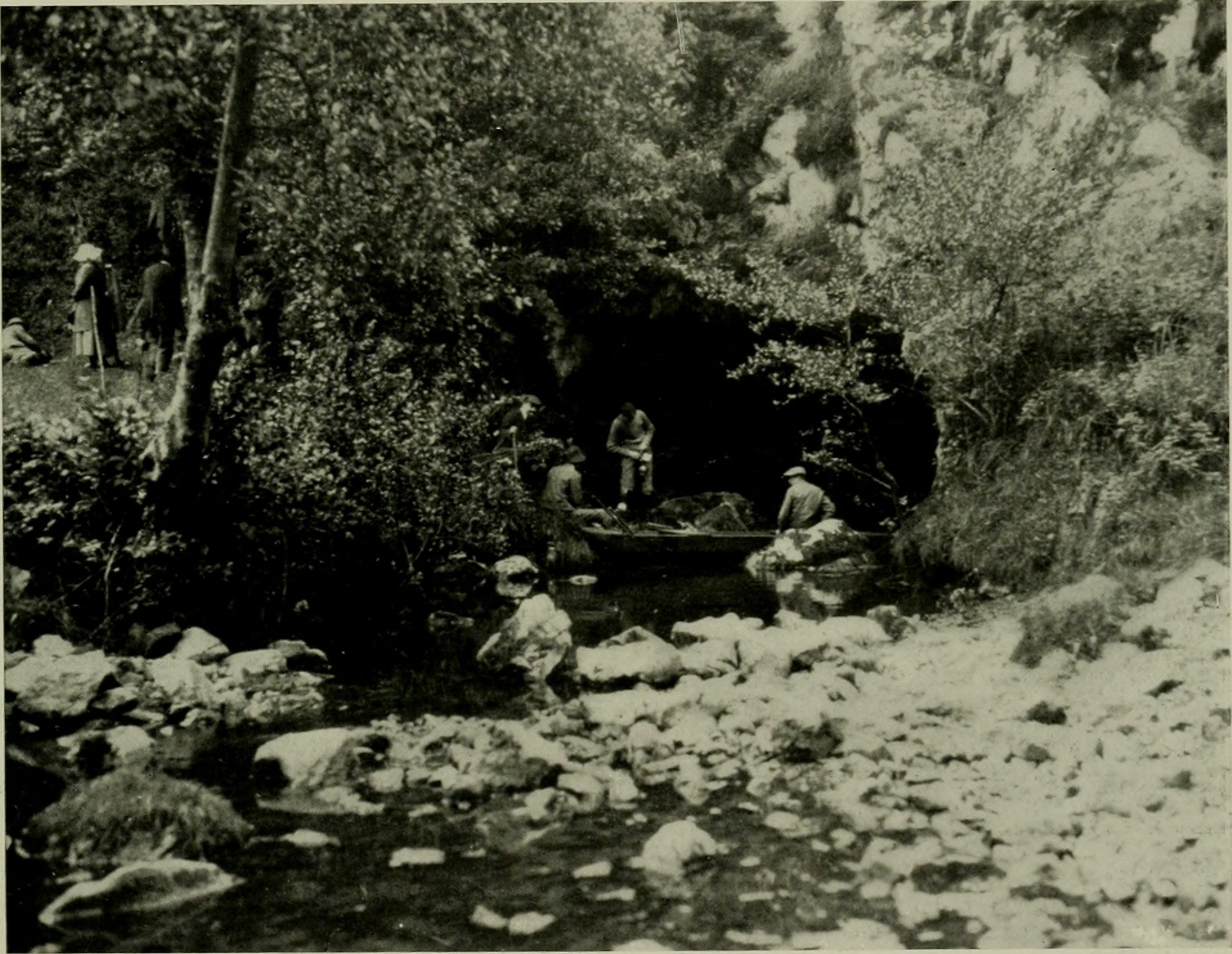
20 juillet 1913 ou 1914 : les Begouën fêtent l'anniversaire de la découverte du Tuc (16 juill. 1912[29]) à l'entrée de la grotte.
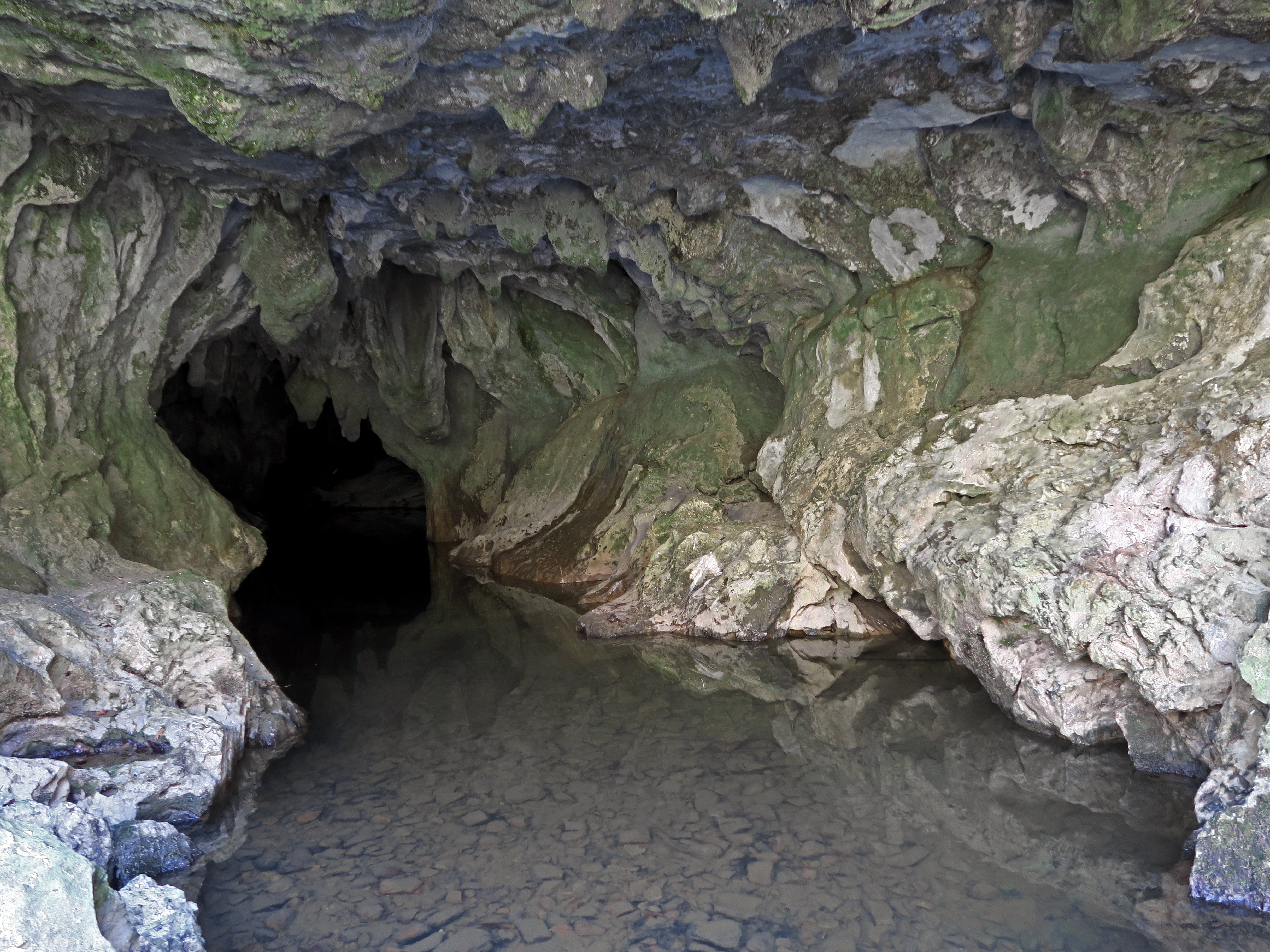
La résurgence du Volp et entrée de la grotte

Découverte des Trois-Frères
Le 16 juillet 1914, jour anniversaire de la découverte du Tuc d'Audoubert deux ans auparavant, Henri et ses trois fils célèbrent l'occasion en traçant en surface le cours souterrain du Volp. Sont de la partie l'abbé Auguste, précepteur des jeunes et chargé de la baguette de coudrier, et le jeune cocher François Camel. Alors que tous scrutent le terrain entre la perte du Volp et sa résurgence, Rey de Pujol, un fermier voisin, leur indique un trou par où souffle de l'air frais, bouché intentionnellement avec des pierres pour empêcher les moutons de tomber dedans. Le trou, qui prend bientôt le nom d'« aven François », est désobstrué sur deux jours. Les premières explorations ont des résultats assez limités, jusqu'à l'époustouflante découverte de la salle du Sanctuaire le 21 juillet, ainsi que de la galerie des mains blanches sur fond rouge. La salle du Sanctuaire des Trois-Frères abrite le célèbre chamane dansant. Breuil (1958) cite la grotte parmi les six géantes de l'art paléolithique.

### Conservation des grottes - naissance d'un précurseur
Lors des découvertes Henri Begouën ne possède aucune des grottes. Nous avons vu plus haut le problème du propriétaire d'Enlène interdisant l'accès à sa grotte. Pour le Tuc, la grotte appartient à la commune. Instruit par l'expérience, juste après la première exploration et la découverte des premiers vestiges archéologiques au Tuc, avant même la découverte du groupe statuaire des bisons d'argile, le comte-maire loue la grotte du Tuc à Émile Cartailhac en tant que délégué du ministère de l'Instruction publique pour les monuments historiques. Quelques difficultés s'élèvent lors de la découverte des bisons d'argile, qualifiés de « trésor » artistique, ce qui induit les montesquivais à penser qu'un trésor monétaire -  leur héritage commun - risque de leur être dérobé ; ce problème est résolu grâce au « petit bison » (détails dans l'article « Grotte du Tuc d'Audoubert », section « Les bisons d'argile », paragraphe « Le petit bison »).
L'amitié avec Cartailhac s'avère décisive. Sur ses conseils, des mesures inhabituelles sont prises qui vont à contre-sens des habitudes de l'époque : limitation  stricte des visites réservées à quelques scientifiques triés sur le volet, cheminement unique, balisage et protection des sols à empreintes, pas d'aménagement du site et refus de toute exploitation pécuniaire.
Fait absolument exceptionnel pour l'époque, la très grande majorité du mobilier archéologique est laissée en place.
Le remarquable état de conservation ainsi préservé jusqu'à nos jours, fournit aux méthodes de recherche moderne un site pratiquement intact.

### Le préhistorien

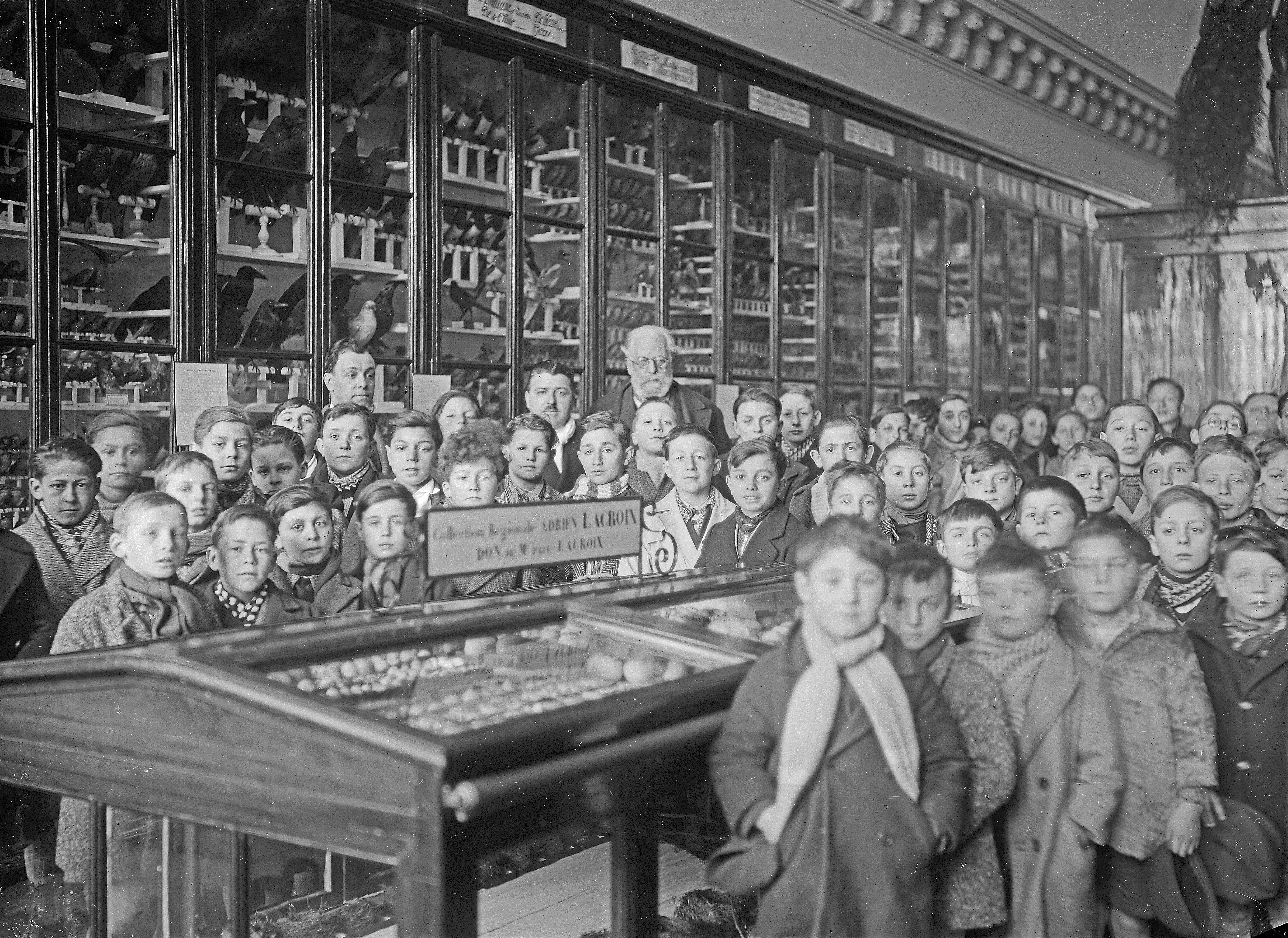
Muséum de Toulouse, galerie Roquemaurel : Henri Begouën reçoit un groupe d'élèves.

À cinquante-deux ans, il consacre tout son temps à la Préhistoire. Il suit les cours d'Émile Cartailhac à l'université de Toulouse, et entreprend la visite des divers sites préhistoriques de France.
Il développe pour expliquer l'art pariétal la théorie de « la magie de la chasse ». Cette théorie a depuis été fortement contestée même si elle est reprise par quelques préhistoriens modernes dont le sud-africain Francis Thackeray.
En 1921, à la mort d'Émile Cartailhac, il lui succède à la tête du cours de Préhistoire de l'université et au Muséum d'histoire naturelle de Toulouse. Il devient, la même année, secrétaire général de l'Institut international d'anthropologie. Il est élu membre correspondant de l'Institut de France.
En juillet et août 1931 l'université de Toulouse mène des recherches à Marsoulas, Tarté et Roquecourbère (Betchat, Ariège), conjointement avec l'institut Smithsonien. Henri Begouën est responsable pour la partie française et rencontre James Townsend Russel, son homologue américain à cette occasion. La coopération est si satisfaisante qu'un accord de prolongation pour 10 ans est signé entre les deux institutions.
En 1949 il est élu correspondant français de l'Académie des inscriptions et belles-lettres.

### Académie des Jeux floraux
Il est mainteneur de l'Académie des Jeux floraux de 1920 à 1956.

## Publications
La liste dans le menu déroulant ci-dessous n'est pas exhaustive : Henri Begouën a publié environ 250 articles et ouvrages sur la Préhistoire et l'ethnographie. Nombre de ces publications sont consultables au Muséum de Toulouse)

## Distinctions
- Commandeur de la Légion d'honneur (10 février 1951)
- Officier de l'Instruction publique